# Ygrande
Ygrande település Franciaországban, Allier megyében. Lakosainak száma 778 fő (2022. január 1.). Ygrande Bourbon-l’Archambault, Buxières-les-Mines, Louroux-Bourbonnais, Saint-Aubin-le-Monial, Saint-Plaisir, Theneuille és Vieure községekkel határos.

## Népesség
A település népessége az elmúlt években az alábbi módon változott:
| Lakosok száma | 1094 | 901  | 827  | 756  | 778  | 778  | 775  | 776  | 777  | 778  |
|               | 1968 | 1982 | 1990 | 2006 | 2013 | 2015 | 2017 | 2019 | 2020 | 2022 |